# 計時賽
計時賽（time trial）是許多竞速体育运动會有的競賽項目，會由運動員輪流計時競賽，爭取最短時間內完成比賽，偶爾也會有組隊進行的計時比賽。
在越野滑雪及冬季兩項比賽中，兩名選手的出發間隔是30秒到60秒。
若是赛艇計時賽，兩艘船的出發間隔到10至20秒，這類比賽會稱為head race。
在許多動力運動中，也會用類似的方式來決定主比賽的競賽次序拉力赛中，特殊賽段會用計時賽的方式舉行。竞速游戏中也有類似利用時鐘或是有關时间竞速的比賽。

## 自行車
自行車的計時賽（TT）可能是單一的場地自由車比賽、道路上的個人或是團體計時賽，而个人计时赛或團體計時賽也可能會是幾天比賽中的一部份。計時賽和一般比賽不同，參賽者不是集体起跑，而是會讓一名選手出發後一段時間，再讓下一名選手出發。自行車計時賽選手會希望可以維持微小的的空氣動力增益，因為輸贏往往只差幾秒。

## 滑雪
在越野滑雪及冬季兩項比賽中，一名選手出發後，會間隔30秒到60秒再讓另一位選手出發。

## 赛艇
在赛艇計時賽中，各選手會間隔10秒到20秒出發，這稱為head race。head race就是赛艇比賽中的計時賽，一般會在秋季、冬季及春季舉辦。此比賽吸引許多的選手以及觀眾。此一比賽會以選手的年齡、能力以及赛艇等級分類，同一組選手中速度最快的即為優勝者。